# El Ogla
El Ogla (em árabe: اﻟﻌﻘﻠﺔ) é uma cidade e comuna localizada na província de El Oued, Argélia. Segundo o censo de 2008, a população total da cidade era de 6 102 habitantes.